# La Piedra Letreada
La Piedra Letreada, ou parfois La Piedra Letrada, est un site archéologique taïno dominicain situé dans la province de La Vega, à quelques quinze kilomètres de Constanza , à une hauteur de 1641 à 1671 mètres d'altitude. Le lieu présente 772 petroglifos réalisés sur huit roches, faisant de celui-ci, l'endroit avec plus pétroglyphes du pays.

## Histoire
Les glyphes ont été probablement réalisés entre le Xe et la fin du XVe siècle, pendant la période d'occupation de l'île par les Taínos, bien qu'aucune étude archéologique n'ait été menée pour déterminer avec certitude leur datation. La  fonction exacte de ce lieu sacré, reste elle aussi inconnue, mais il ne semble pas être un lieu de sépulture, étant donné qu'aucun reste humain n'y ait été retrouvé.
Si l'on ne sait pas quand il aurait été redécouvert par les habitants de la région, en 2004, il, est signalé auprès des autorités de tourisme de Constanza. En 2005, le Musée de l'Homme Dominicain organise une première analyse de l'endroit, avant d'en réaliser une autre un peu de plus approfondie, pour après l'ouvrir à des visiteurs. Depuis aucune nouvelle fouille n'a été réalisée.

## Site archéologique

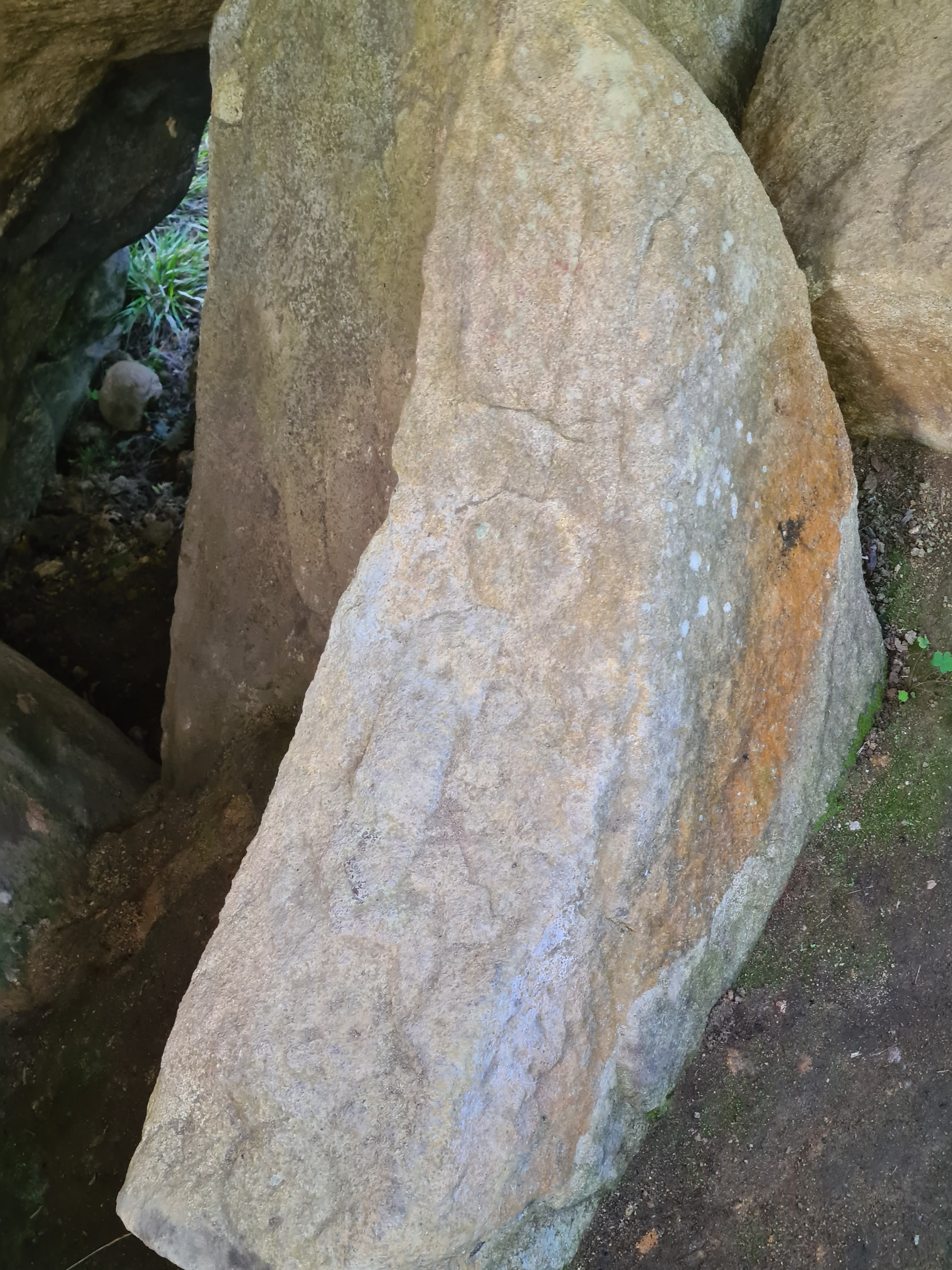
"Dúho de pierre" placé en dessous d'une des Roches principales, faisant dos aux glifos.

L'endroit se compose de deux roches principales avec trois façades couvertes de pétroglyphes avec des représentations humaines et des animaux. Le lieu se caractérise par la présence de grandes roches granitiques situées dans un petite clairière encaissée entre des montagnes, au bord d'un ruisseau. Ces éléments naturels expliquent probablement le choix de cet emplacement comme lieu sacré.
Par ailleurs, on distingue des glyphes sur d'autres pierres de moindre taille. L'une d'elles présente un visage à son extrémité, comme si la pierre entière était une sculpture et le glyphe son visage. Une autre pierre, placée en dessous d'une de la roches principales, semble avoir la forme d'un dúho (siège cérémoniel), et a un glyphe allongé en son sein.
Aujourd'hui, l'endroit se trouve dans un état de dégradation avancée, par l'humidité, la pluies. Il semble être très peu préservé, ne présentant aucune forme de protection pour empêcher le contact direct avec les glyphes, et n'a bénéficié d'aucune restauration. Le site est très peu touristique bien qu'il ait la capacité de recevoir plus de 280 touristes quotidiens.

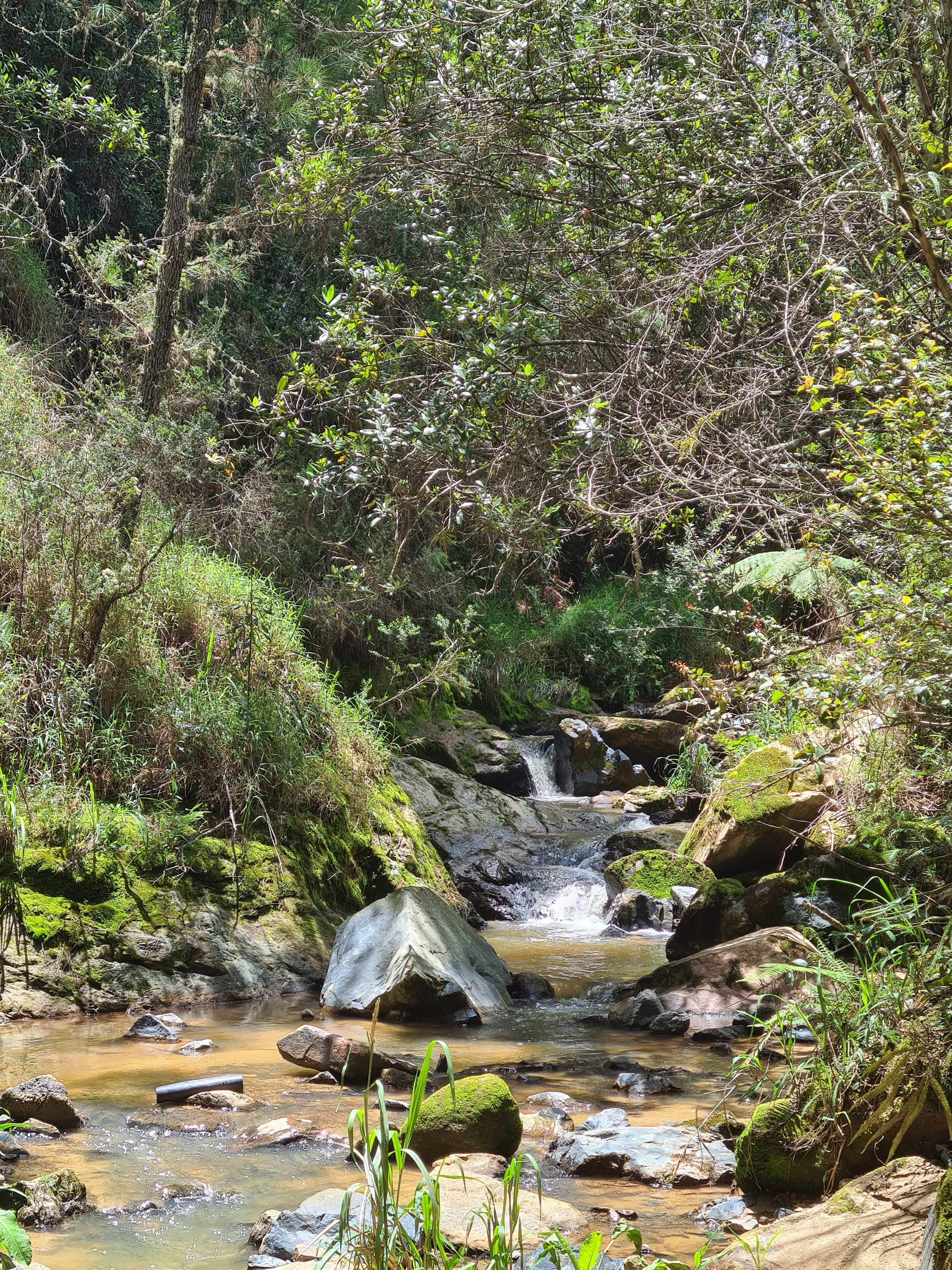
Rivière passant à côté du monument archéologique.

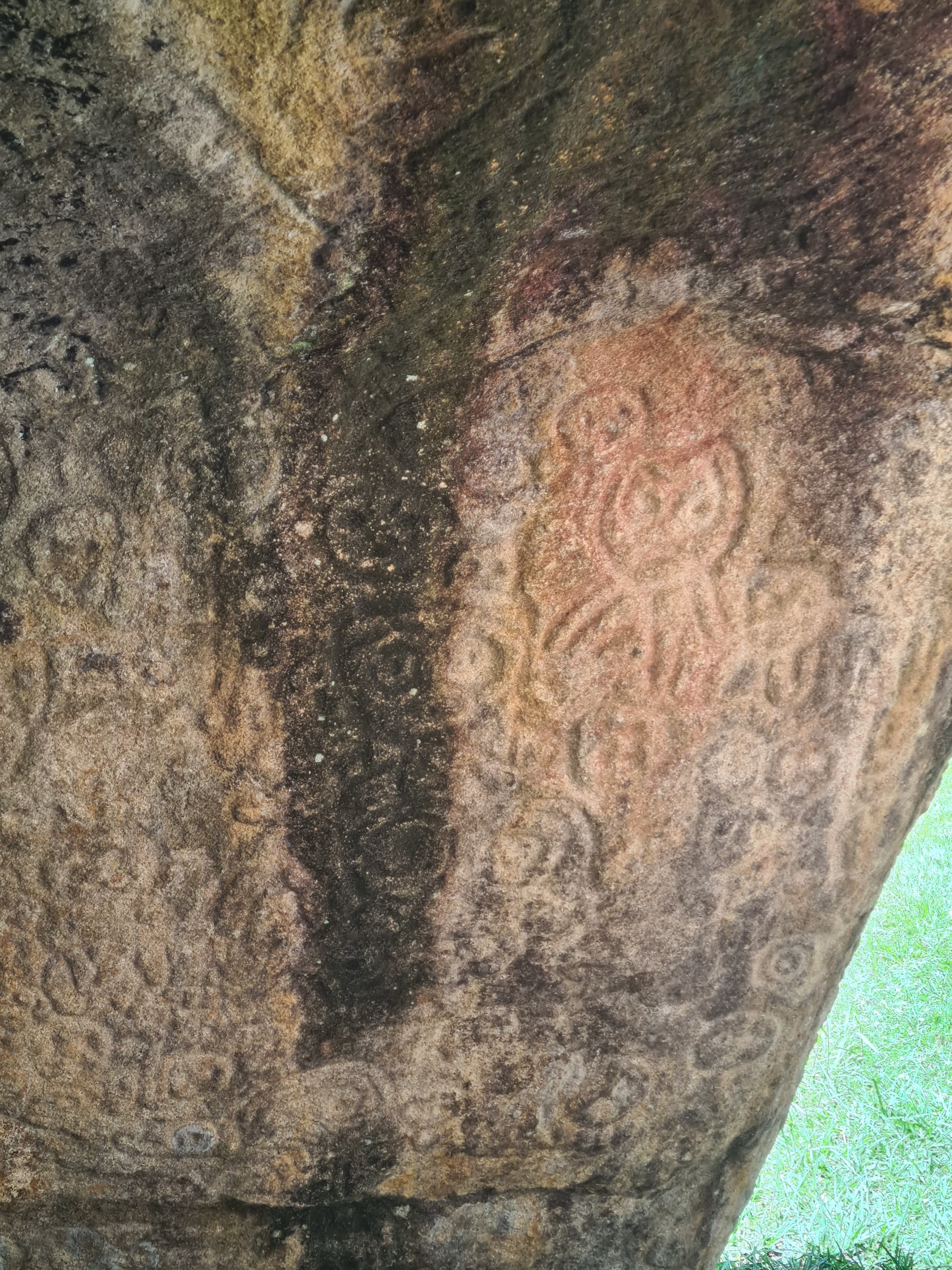
Pétroglyphes de l'une des roches principales.

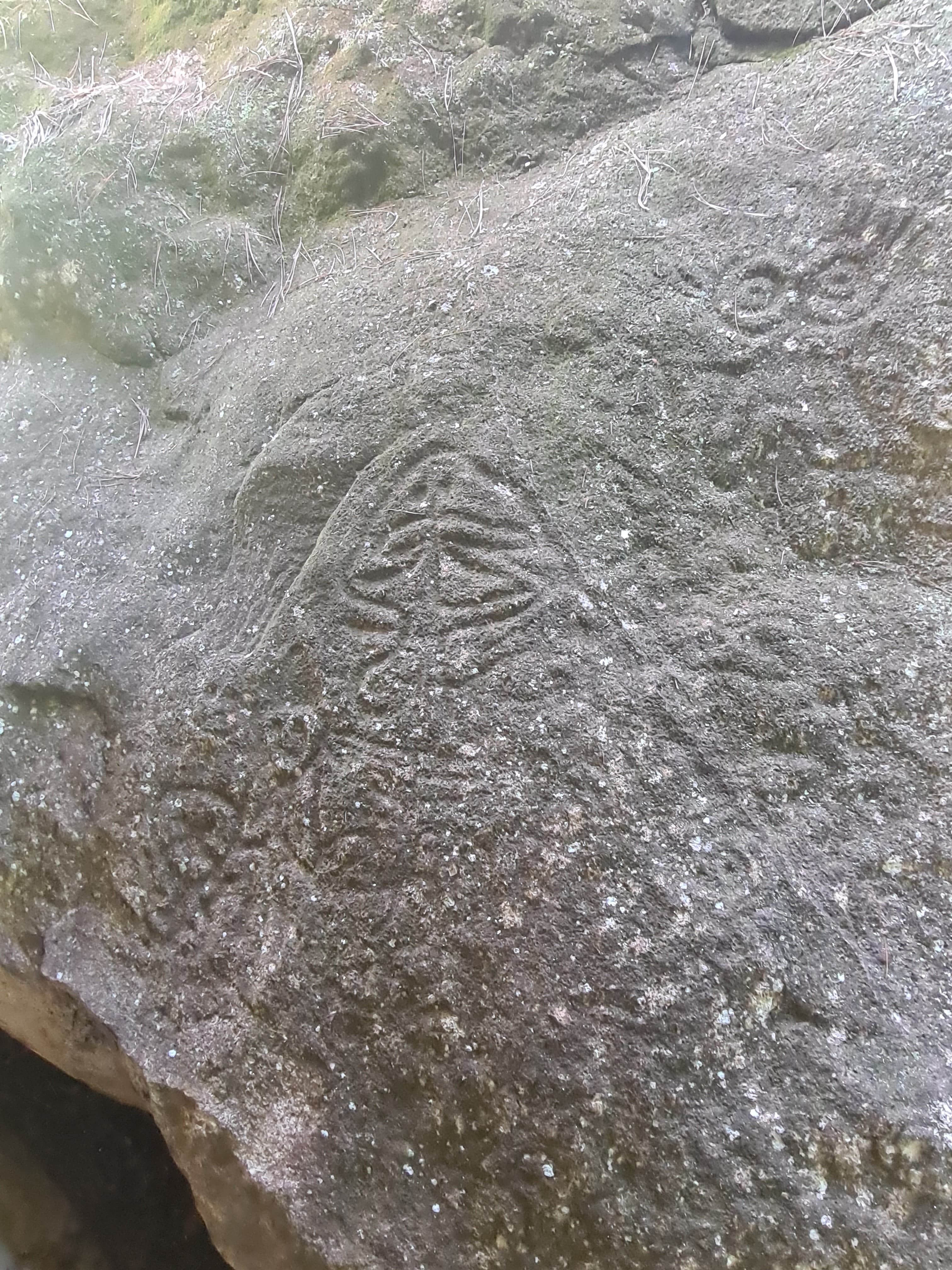
Pétroglyphes représentant des éléments animaux, esprits, ou des personnes remarquables.

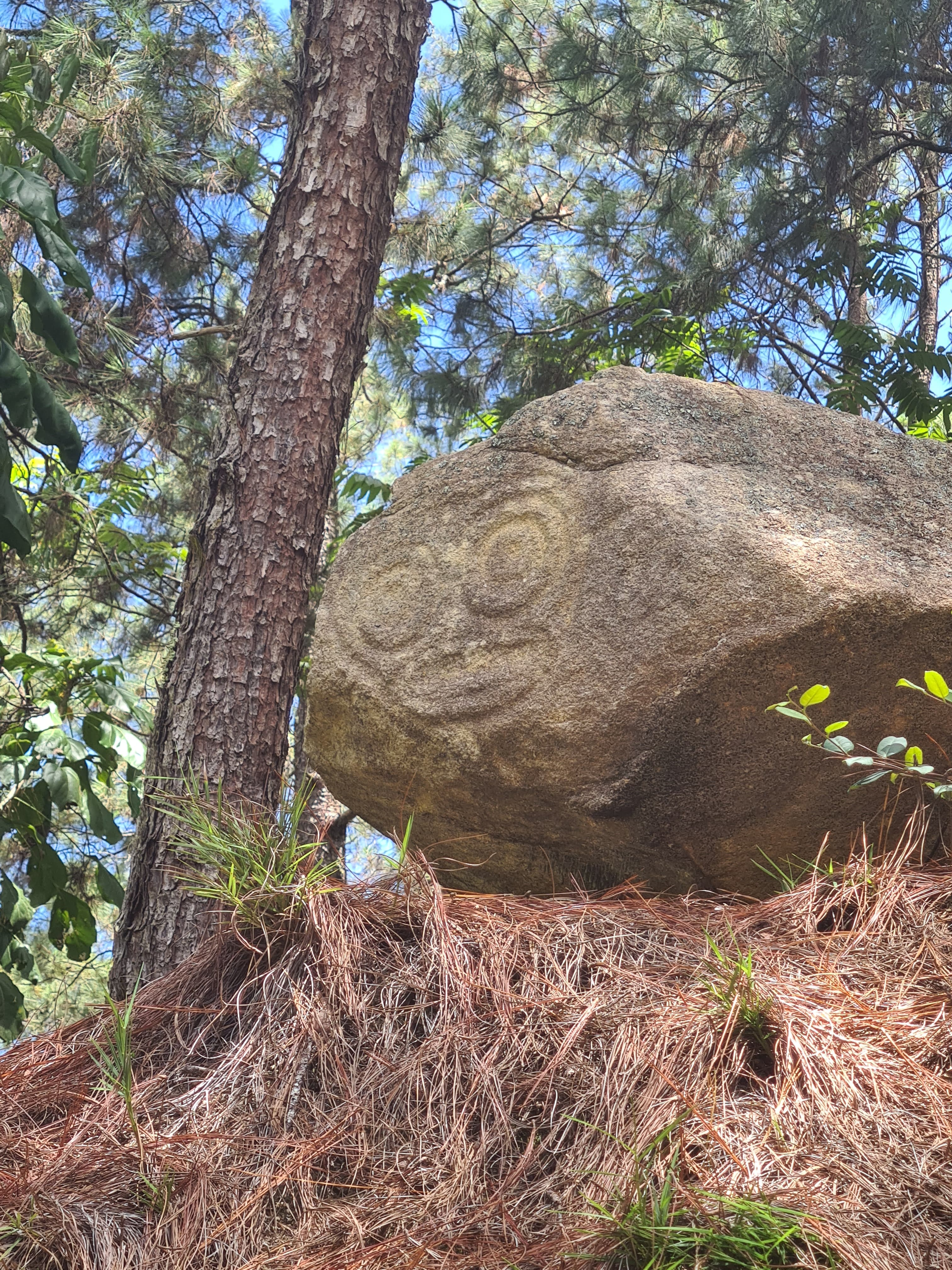
Pierre secondaire avec un glyphe à son extrémité placé à quelques mètres plus en dessus des roches principales. Le glyphe semble être un visage et la pierre entière le corps de cette sculpture.

1. 1 2  (es) A. M, « Revista Cuba Arqueológica | Vol. 15 No. 2 | 2022 », 1er février 2024 (consulté le 30 juin 2025)
2. ↑  Irving Internet Archive, The Tainos : rise & decline of the people who greeted Columbus, New Haven : Yale University Press, 1992 (ISBN 978-0-300-05181-0, lire en ligne)
3. 1 2 3 4  « arte rupestre La Piedra Letrada o de Los Indios, Municipio de Constanza, Provincia La Vega, Republica Dominicana. Un acercamiento a su estado de conservación. República Dominicana », www.rupestreweb.info (consulté le 2 juillet 2025)